# Djuphavskungsfisk
Djuphavskungsfisk (Sebastes mentella), en fisk i familjen drakhuvudfiskar. 

## Utseende
Djuphavskungsfisken är klart rosafärgad precis som större kungsfisken och påminner över huvud taget om denna; den har dock ett kraftigt benutskott framtill på underkäken, och ännu större ögon än större kungsfisken. Den har tidigare ansetts vara en underart till denna. Största konstaterade längd är 58 cm.

## Vanor
Arten är en pelagisk stimfisk som lever i djuphavet mellan 300 och 1 400 meters djup. Den föredrar vattentemperaturer mellan 2 och 5 °C. Fisken är levandeförare. Födan utgörs av lysräkor, märlkräftor, bläckfiskar, pilmaskar och småfisk. Djuphavskungsfisken kan bli upp till 75 år gammal.

## Utbredning
Utbredningsområdet utgörs av Nordatlanten från Baffinbukten till Nova Scotia i Kanada, österut över Grönland, Island och Färöarna till Norska havet och norrut till Spetsbergen och södra Barents hav.

## Kommersiell betydelse

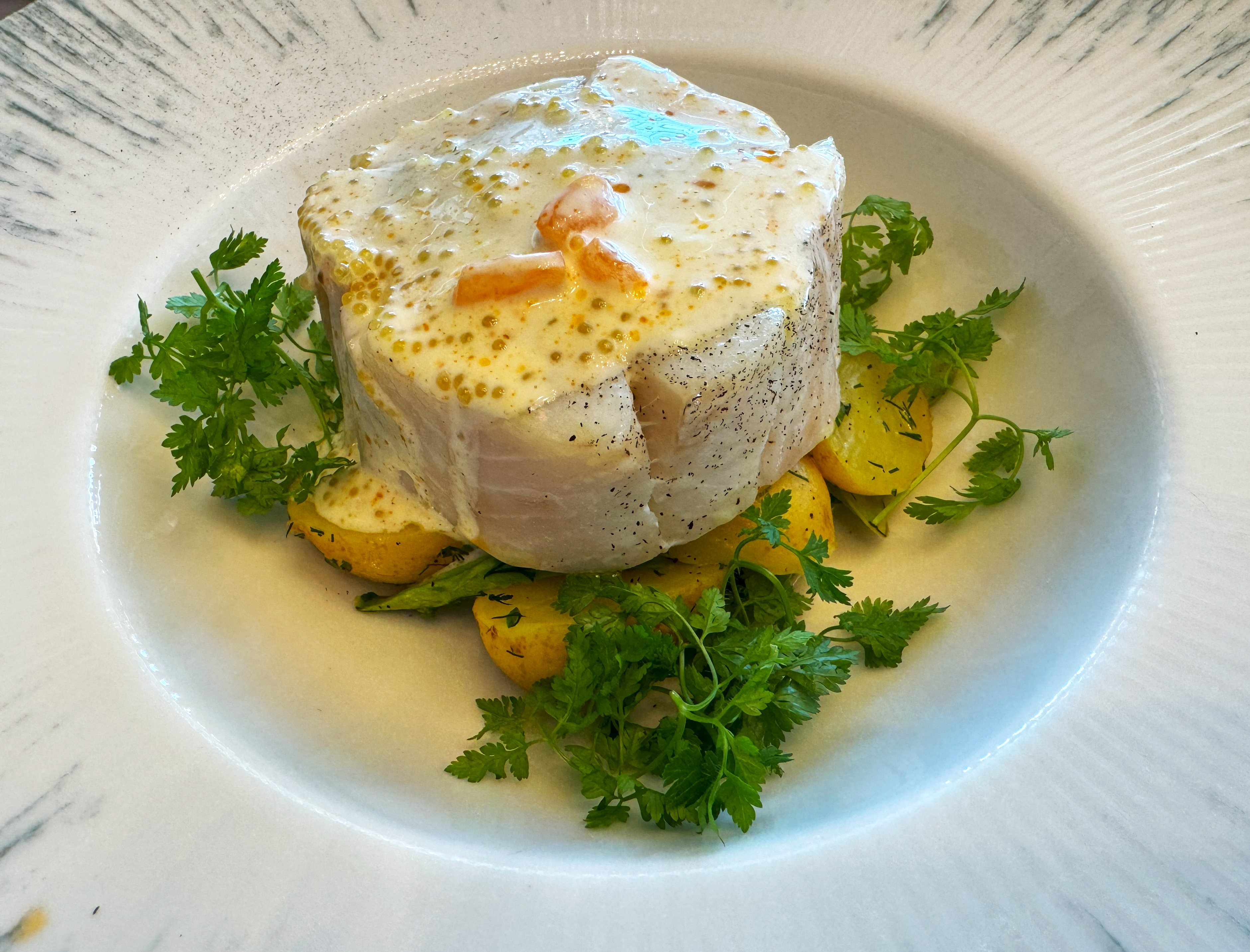
Fylld kungsfisk med romsås.

Djuphavskungsfisk fiskas kommersiellt med trål och backor tillsammans med större kungsfisk.
Under senare 1900-talet och början av 2000-talet varierade vikten av alla fångade exemplar mellan 4 600 ton (1999) och 98 600 ton (2002).
Hela beståndet hotas troligtvis inte av fisket men lokala populationer behöver intensivare översyn. IUCN listar djuphavskungsfisk som livskraftig (LC).